# Фьюзон, Рейнольд Клейтон
Рейнольд Клейтон Фьюзон (англ. Reynold Clayton Fuson; 1 июня 1895, близ Уэйкфилда, штат Иллинойс — 4 августа 1979, Вроцлав) — американский химик-органик.

## Биография
Рейнольд Фьюзон родился близ Уэйкфилда, штат Иллинойс в большой семье Джона Альвина Фюсона и Ненси Джейн Честнат Фьюзон, был шестым из одиннадцати детей. Учился в местной сельской школе, которую окончил экстерном, затем — в Колледже Кентербери (англ.) в Данвилле (англ.), который закончил в 1914 году с сертификатом учителя.
Степень бакалавра по химии получил в Университете Монтаны (англ.), магистерскую — в Калифорнийском университете в Беркли; а докторскую (Ph.D.) диссертацию защитил в Университете Миннесоты. Постдокторскую позицию он занимал в Гарвардском университете под руководством Э. П. Кёлера и остался там на некоторое время работать преподавателем.
В 1927 году Фьюзон перешел на химический факультет Университета Иллинойса.
В 1963 году вышел на пенсию после тридцатипятилетнего стажа в качестве заслуженного преподавателя и исследователя. После ухода из Университета Иллинойса, Фьюзон провел следующие четырнадцать лет в Университете Невады (англ.) в качестве заслуженного приглашенного профессора и позже — почетного профессора.
Рейнольд Фьюзон был холост всю свою жизнь.

## Вклад в науку
Фьюсзон опубликовал 285 научных статей и написал или был соавтором в пяти книгах, включая The Systematic Identification of Organic Compounds в соавторстве с Р. Л. Шрайнером, позже ещё с Дэвидом Куртином.
Он первым ясно сформулировал принцип винилогии (перенос электронных эффектов по сопряженным системам), который сейчас преподают как резонанс в рамках теории валентных связей, прояснил механизм сопряженного присоединения реактива Гриньяра к непредельным карбонильным соединениям, изучал стабильные енолы и ендиолы стерически затрудненных молекул , установил структуру многих природных соединений, перегруппировки в иприте и в ароматических соединениях, а также обратимость реакции Фриделя-Крафтса
Фьюсон был членом редколлегии журналов Organic Syntheses (англ.) и Journal of the American Chemical Society (англ.).

## Педагогическая деятельность
По получении сертификата учителя в 1914 году Рейнольд Фьюзон преподавал в школе Джаспера в течение трех лет, затем два года — естествознание в школе Корваллиса.
В Университете Иллинойса читал лекции по органической химии студентам сельскохозяйственного факультета.
В Университете Невады (англ.) читал курс общей органической химии для студентов и продвинутые курсы для аспирантов.
В 1950-х читал лекции по химии на итальянском языке во многих городах Италии (Рим, Падуя, Павия, Палермо и др.).

## Личные качества
Фьюзона вспоминают как сложную и весьма загадочную фигуру. Многие студенты считали его холодным, замкнутым и отчужденным, в то время как некоторые, избранные, группы удостаивались походов с Фьюзоном на футбольные матчи местной команды, прослушивания записей из личной коллекции классической музыки; особенно подчеркивают свободу в исследованиях, которой были наделены студенты, работавшие под его началом.

## Награды и звания
- Награда Койблера от Альфа Чи Сигма
- Награда за Выдающиеся Достижения Миннесоты
- Почетный профессор университетов Иллинойса, Монтаны (англ.), Невады (англ.)
- Избрание в Национальную академию наук США (1944)[18]
- Медаль Николса (1953)
- Избрание членом-учредителем Центра перспективных исследований при университете Иллинойса (1959)
- Награда за заслуги в области преподавания от Производственного объединения химиков (1960)